# Københavns Slot
Københavns Slot var et kongeslot, der fra ca. 1370 til 1731 lå på Slotsholmen i København på det sted, hvor Christiansborg Slot ligger i dag. Københavns Slot blev opført samme sted som Absalons borg, der var blevet revet ned af Hanseforbundet i 1369 som følge af en fredsaftale.
Københavns Slot kom i kongemagtens besiddelse i 1417 under Erik af Pommern. Fra midten af 1400-tallet og frem fungerede slottet som de danske kongers hovedresidens og centrum for regeringen. Slottet blev udvidet og ombygget flere gange. Det blev revet ned i 1731 og erstattet af Christiansborg Slot.
Slottet lå under det nuværende Christiansborgs hovedfløj, og ruinerne blev udgravet, da Christiansborg blev genopbygget i begyndelsen af 1900-tallet. Der er offentlig adgang til de udgravede ruiner.

## Københavns Slot som fæstningsanlæg 1369–1536

### Historie
I 1369 var Absalons borg blevet revet ned af Hanseforbundet. Oven på resterne af den nedrevne borg blev der i årene efter opført en ny borg, der med tiden kom til at bære navnet Københavns Slot. Man ved dog ikke præcis, hvornår den nye borg blev bygget, men i 1387 omtales der en høvedsmand på stedet, så der må den nye borg sandsynligvis have stået færdig.
I 1343 havde Kong Valdemar Atterdag overtaget Absalons borg, men ved hans død i 1375 gik retten til anlægget tilbage til Roskilde bispestol. Den nye borg blev derfor opført af enten Valdemar Atterdag eller Biskop Niels Jacobsen Ulfeldt af Roskilde.
Roskildes biskopper beholdt ejendomsretten til borgen, indtil Kong Erik af Pommern i 1417 tiltog sig borgen og dermed – efter mere end 200 års stridigheder – definitivt sikrede ejendomsretten over fæstningsanlægget på Slotsholmen for kongemagten. Erik af Pommerns overtagelse af Københavns Slot var en del af hans politik for at styrke kontrollen over handelsruten gennem Øresund, der også omfattede anlægget af Krogen ved Helsingør (Kronborgs forgænger), Landskrone og Malmøhus.
Som reaktion på Erik af Pommerns Øresundspolitik angreb en mægtig flåde fra hanseforbundet borgen og byen i 1428. Angrebet blev slået tilbage Erik af Pommerns dronning Philippa, der fra Københavns Slot ledte forsvaret.
Borgen blev kongebolig, da Christoffer af Bayern flyttede til København i 1443. Under Christoffer af Bayern og de følgende konger voksede betydningen af Københavns Slot, der efterhånden blev kongernes foretrukne opholdssted.
Samtidig blev slottet centrum for rigets styre. Selv om kongen i princippet befandt sig på stadig rundrejse i riget og bragte sin administration i kancelliet med sig, begyndte man fra midten af 1400-tallet at betragte Københavns Slot som kancelliets hjemsted. Det centrale finansstyre blev også knyttet til Københavns Slot, og fra midten af 1400-tallet blev skatter og kongelige indtægter fra hele landet bragt til tårnet på Københavns Slot. Under Christoffer af Bayern blev der oprettet et administrationsarkiv på Københavns Slot, og i 1582 blev alle rigets arkivalier samlet i Hvælvingen på Københavns Slot.
Slottets stigende betydning ses også af, at det i 1445 blev valgt som rammen om Christoffer af Bayerns bryllup med Dorothea af Brandenburg. 4 år senere var slottet igen rammen om endnu et bryllup for Dorothea, denne gang med Christoffers efterfølger, Christian 1. I 1515 var slottet rammen om Christian 2.s bryllup med Isabella af Habsburg.
Under oprøret mod Christian 2. i 1523 var byen København blandt kongens tilhængere. Da Christian 2. sejlede til Nederlandene for at hente forstærkninger overlod han borgen til sin tilhænger Henrik Gøye. Efter en belejring fra juni til december 1523 kunne Christian 2.s onkel hertug Frederik indtage by og borg, hvormed han endeligt fik sikret sin magt over kongeriget.
Kampen om Københavns Slot var imidlertid ikke til ende. Under Grevens Fejde åbnede byen i 1534 sine porte for Christian 2.s tilhænger Grev Christoffer af Oldenburg, der opslog sin residens på Københavns Slot. I 1535 begyndte Christian 3.s belejring af by og borg, som udsultet til det yderste måtte overgive sig i 1536,

### Bygningshistorie
Allerede fra Erik af Pommerns tid blev slottet udbygget, men det holdt sig i lang tid inden for omkredsen af den gamle borgmur, som havde omgivet Absalons borg.
Slottets grundplan lå derfor inden for den cirkulære voldgrav, der havde en indre diameter på omkring 50 meter. På denne plads boede kongen med familie og hof. Hertil kom udenomsbygninger som f.eks. en toldbod og en vagtbygning.
Konge efter konge modificerede slottet med udbygninger, svalegange, trappetårne og andet. Christian 1. opførte og indrettede en riddersal (kaldet "Dandsesalen"), der dog først blev fuldført af Kong Hans i 1503. Også Christian 2. byggede om på slottet, og indrettede blandt andet en helt ny slotskirke. Som del heraf anskaffede han en fornem femfløjet sengotisk altertavle, fremstillet i Antwerpen omkring 1520. Denne altertavle blev i 1728 skænket til Sortebrødre Kirke i Viborg, hvor den stadig befinder sig.

## Københavns Slot som fyrstebolig 1536–1731

### Bygningshistorie

#### Christian 3.s udvidelse 1552–58
Den første større udvidelse stod Christian 3. for i 1550'erne. Efter Københavns belejring i 1535–36 var det tydeligt, at slottet var forældet som fæstningsanlæg. Københavns Slot gik herefter fra at være en del af Københavns forsvarsanlæg til udelukkende at fungere som bolig. Christian 3. udvidede slottet ved at bygge ud i voldgraven. Samtidig blev opført et antal bygninger uden for voldgraven til at rumme funktioner, der hidtil havde været på slottet. Der blev blandt andet opført administrationsbygninger, adgangsbro og havne- og værftsanlæg til flåden.

#### Christian 4. og Københavns Slot
Da Christian 4. blev kronet i 1596, fejrede han det ved at forhøje det store indgangstårn, der blev kaldt Blåtårn, og sætte et spir på det. Blåtårn blev kendt som fængselstårn, hvor blandt andre Leonora Christina Ulfeldt sad fængslet i 21 år. Derudover blev slottet ikke ændret særlig meget i den periode, men det gjorde omgivelserne, hvor større arealer mellem holmene blev fyldt op. Herved opstod f.eks. Christianshavn, Børsen og Tøjhuset, og denne udvikling fortsatte under Frederik 3., der blandt andet opførte en del staldbygninger og et kongeligt bibliotek.

#### Frederik 4.s ombygning 1720–29
Københavns Slot var længe kendt som den usleste fyrsteresidens i hele Europa og var en stor pinagtighed, ikke kun for kongefamilien og dens internationale omdømme, men også for folket.
I begyndelsen af 1700-tallet blev slottet gennemrenoveret af Frederik 4. Voldgraven blev fyldt op og planeret, og slottets grundplan med alle dens kroge og udbygninger blev rettet af til en mere regulær femkantet barokform. Fløjene med deres forskellige højder blev alle forhøjet til 5 etagers højde. Blåtårn blev stående, men det blev gennembrudt af den nye hovedport til slotsgården og fungerede som portbygning.
Det ombyggede slot stod færdigt i 1728. Men indvendigt og i slotsgården blev det endnu mere mørkt og trangt, og samtidigt blev slottet så tungt, at murene begyndte at skride og slå revner. Allerede omkring 1730 besluttede Frederik 4.s efterfølger Christian 6. at rive det ned for at opføre et helt nyt slot, nemlig det første Christiansborg Slot.
I starten af 1900-tallet blev ruinerne genfundet og udgravet i forbindelse med genopførelsen af Christiansborg Slot efter branden i 1884. Ruinerne af Københavns Slot kan i dag ses i de overdækkede udgravninger under det nuværende Christiansborg Slot.